# Maike von Bremen
Maike von Bremen (* 4. März 1981 in West-Berlin) ist eine deutsche Schauspielerin, Sängerin, Synchronsprecherin und Moderatorin.

## Werdegang
Während der Schulzeit sammelte sie erste Erfahrungen im Schultheater. Parallel dazu verbrachte sie ihre Ferien in freien Theaterproduktionen ihres Vaters, dem Dramatiker Harald Mueller (1934–2021).
Ab ihrem 13. Lebensjahr nahm sie Gesangsunterricht – zwei Jahre später kam Schauspielunterricht dazu. Mit 15 begann sie in einer Band zu singen und trat auf Jam-Sessions auf.
Nach ihrem bestandenen Abitur an der Dreilinden-Oberschule in Berlin-Zehlendorf ging sie von 2001 bis 2002 mit dem Kleinkunst-Duo Pigor & Eichhorn mit dem Programm „Pigor und die Pigoretten“ auf Kabarett-Tournee durch Deutschland. Parallel jobbte sie in der Castingabteilung der täglichen Seifenoper Gute Zeiten, schlechte Zeiten, wo sie kurz daraufhin selbst das Angebot bekam, in der Serie mitzuspielen, und so übernahm sie im August 2002 die Hauptrolle der Sandra Lemke. Am 13. Januar 2008 gab Maike von Bremen ihren Ausstieg bei GZSZ bekannt, im August 2011 hatte sie dort noch einen Gastauftritt als Sandra Ergün, um ihre Serienfreundin Verena Koch zu beerdigen.
Am 15. September 2006 erschien ihre Debütsingle More than This, die auf Platz 22 in die deutschen Single-Charts eingestiegen ist. Am 27. Oktober 2006 folgte das Album Closer. Maike von Bremen beschreibt ihre Musik als „Elfen-Pop“. Sie spielte bei dem Musikvideo For All Lovers von Stanfour mit.
Vom 28. Juni bis zum 7. September 2008 spielte sie die Indianerfrau Ribanna bei den Karl-May-Spielen in Bad Segeberg. 2008 übernahm sie in der Dokufiktion Die dunkle Seite des Mondes über den Komponisten Giacomo Puccini die Rolle von Puccinis Geliebter Giulia Manfredi. 2009 spielte sie in einer Gastrolle der Sat.1-Telenovela Anna und die Liebe die Unternehmensprüferin Vanessa Marks. Eine Kussszene mit Jeanette Biedermann, mit der von Bremen privat befreundet ist, fand Aufmerksamkeit in der Boulevardpresse. Von Bremen war ab dem 23. Dezember 2009 bei Marienhof im Ersten zu sehen. Sie übernahm dort eine sechsmonatige Gastrolle und spielte die Halbfranzösin Juliette Gagnon. 2010 folgte ein Auftritt in der ZDF-TV-Reihe Einsatz in Hamburg. Von Ende 2010 bis 2012 übernahm Maike von Bremen in der ZDF-Arztserie Herzflimmern – Liebe zum Leben die Hauptrolle der Dr. Isabelle Jung. 2013 stand sie für die Reihe Heiter bis tödlich: Akte Ex für eine Folge vor der Kamera und spielte in der SOKO 5113 mit.

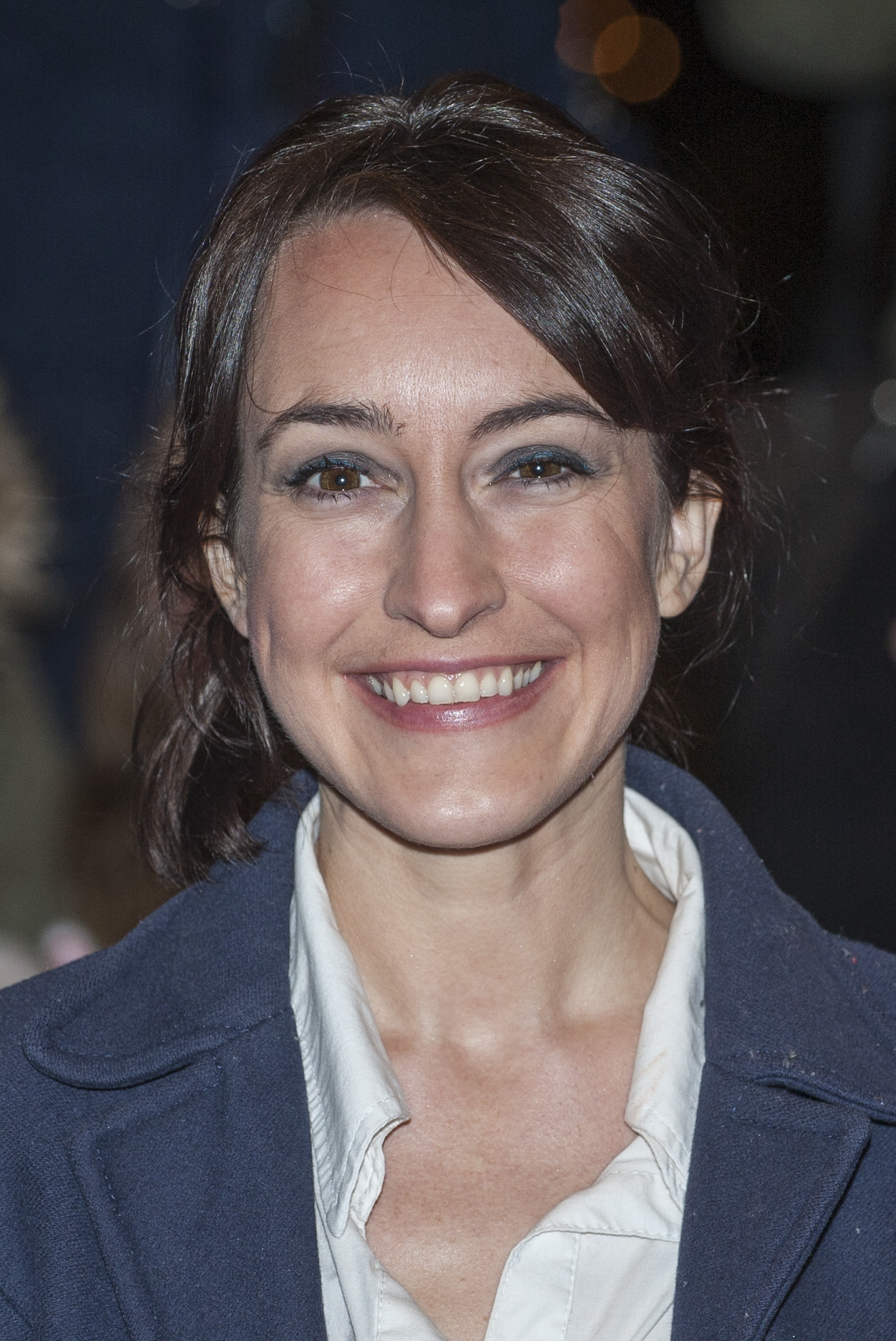
Maike von Bremen (2015)

2015 stand sie für die Filmreihe Kreuzfahrt ins Glück vor der Kamera. 2016–2017 übernahm sie eine der Hauptrollen an der Comödie Dresden in der Uraufführung der Theateradaption von Der Nanny. Parallel hierzu ging sie mit dem Psychothriller Amber Hall auf Theater-Tournee durch Deutschland. 2017 stand von Bremen für die Produktionen In aller Freundschaft sowie Dr. Klein für Episodenrollen vor der Kamera.
2018 war sie in der Serie In aller Freundschaft in der Folge 806 "Konsequenzen" zu sehen. 2019 folgte eine Episodenrolle in der ZDF-Serie Notruf Hafenkante. Von 2018 bis 2019 übernahm sie ein zweites Mal die Rolle Steffi im Theaterstück  Der Nanny, diesmal für das Theater an der Kö in Düsseldorf. Wegen einer Augenlidentzündung war sie alsdann fünf Jahre arbeitsunfähig, weil sie weder Kontaktlinsen tragen noch geschminkt werden konnte.
Seit 2014 arbeitet Maike von Bremen auch als Synchronsprecherin.

## Gesangsausbildung
- 1997–1999: Jazz-Gesangsunterricht bei Jocelyn B. Smith
- 1994–1995: Popular Gesangsunterricht, Tonstudioausbildung
- 1993–1994: Klassischer Gesangsunterricht

## Wirken

### Film und Fernsehen (Auswahl)
- 2002: Streit um drei (1 Folge)
- 2002–2008, 2011: Gute Zeiten, schlechte Zeiten (1476 Folgen)
- 2004: Die Fallers (3 Folgen)
- 2004: Durst (Kurzfilm)
- 2008: Notruf Hafenkante (1 Folge)
- 2008: Giacomo Puccini – Die dunkle Seite des Mondes (Dokumentarfilm)
- 2009: Anna und die Liebe (17 Folgen)
- 2009–2010: Marienhof (94 Folgen)
- 2010: Das perfekte Promi-Dinner (1 Folge)
- 2010: Einsatz in Hamburg (1 Folge)
- 2011–2012: Herzflimmern – Die Klinik am See (235 Folgen)
- 2013: Quantized Love (Kurzfilm)
- 2013: Heiter bis tödlich: Akte Ex (1 Folge)
- 2013: SOKO 5113 (1 Folge)
- 2014: Der Rand (Kurzfilm)
- 2015: Kreuzfahrt ins Glück – Montenegro
- 2015: Erwartungen (Kinofilm)
- 2016: Sea Eye (Social Spot)
- 2017: Dr. Klein (1 Folge)
- 2018: In aller Freundschaft (1 Folge)
- 2019: Notruf Hafenkante – Patentochter (1 Folge)

### Theater (Auswahl)
- 1993: „Der tolle Bomberg“
- 1994: „Der Klappholttaler“
- 1995: „Wie man Arbeit vermeidet“, Regie:
- 1996: „Auf d. Suche nach d. Homo Clapps“
- 1998: „Das Haus in Montevideo“
- 1999: „Herbst“
- 2000: „Romulus der Große“
- 2001–2002: „Pigor und die Pigoretten“ Kabarett
- 2003: „Fang den Mörder“, Lesung Quatsch Comedy Club
- 2008: Karl-May-Spiele Bad Segeberg als Ribanna
- 2016–2017: „Amber Hall“, Tourneetheater
- 2016–2017: „Der Nanny“, Comödie Dresden
- 2018–2019: „Der Nanny“, Theater an der Kö Düsseldorf

### Moderation
- 2003: Co-Moderation für Media Markt
- 2003: Moderation des „City Talent Awards“, Adagio
- 2005: Co-Moderation für „Top of the Pops“

### Diskografie
- 27. Oktober 2006: Closer (Album)
- 15. September 2006: More than This (Single)
- 28. November 2003: Weihnachten mit GZSZ (Compilation – Song „Closer“)